# Charbonnières-les-Vieilles
Charbonnières-les-Vieilles är en kommun i departementet Puy-de-Dôme i regionen Auvergne-Rhône-Alpes i centrala Frankrike. Kommunen ligger i kantonen Manzat som tillhör arrondissementet Riom. År 2022 hade Charbonnières-les-Vieilles 1 161 invånare.

## Befolkningsutveckling
Antalet invånare i kommunen Charbonnières-les-Vieilles
| Referens: INSEE |